# Pfarrkirche Asperhofen

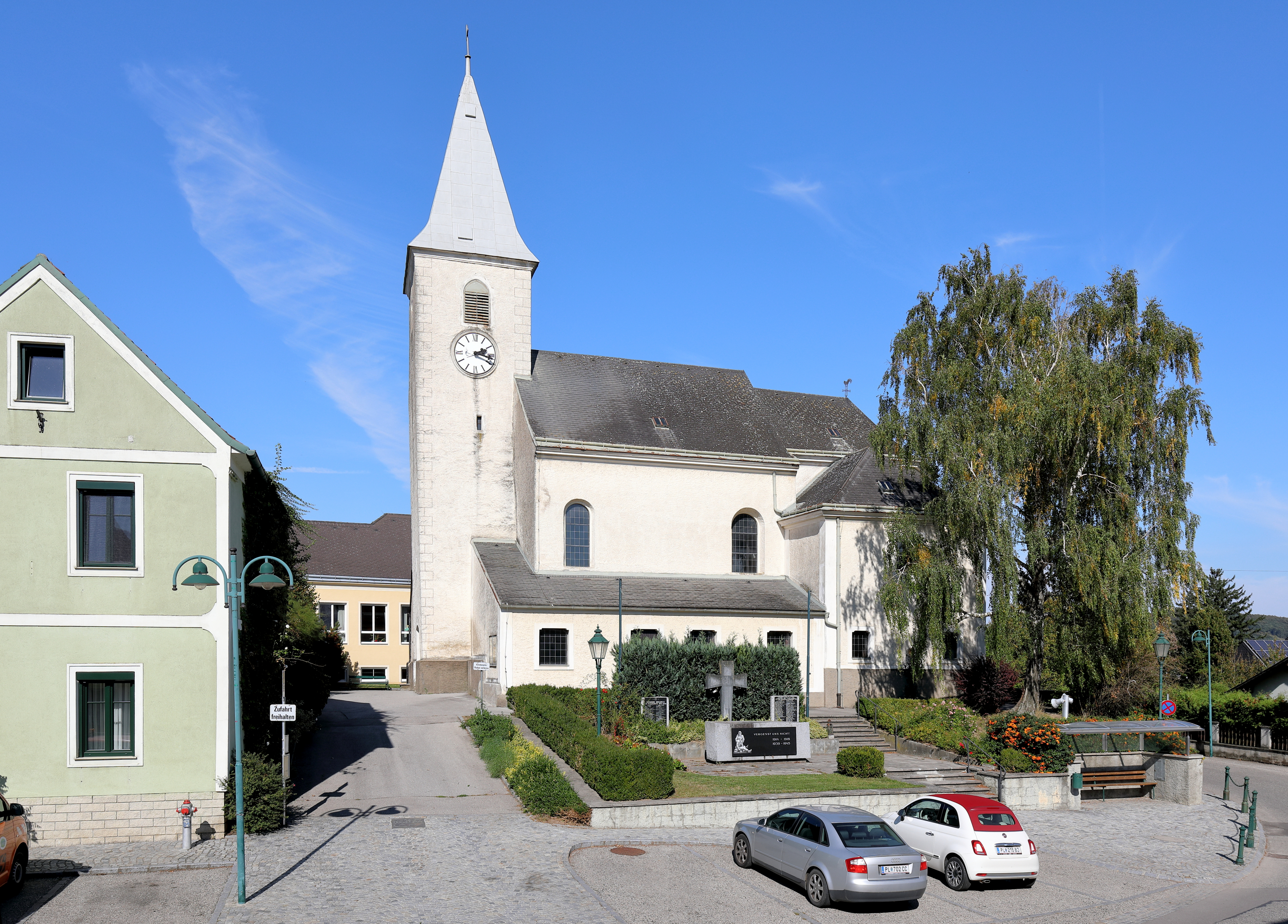
Katholische Pfarrkirche hl. Agatha in Asperhofen

Die römisch-katholische Pfarrkirche Asperhofen steht auf einer platzartigen Erhöhung im Süden des Ortes der Marktgemeinde Asperhofen im Bezirk St. Pölten-Land in Niederösterreich. Die dem Patrozinium der Heiligen Agatha von Catania unterstellte Pfarrkirche gehört zum Dekanat Neulengbach in der Diözese St. Pölten. Die Kirche steht unter Denkmalschutz (Listeneintrag).

## Geschichte
Urkundlich 1525 eine Filiale der Pfarrkirche Abstetten, 1627 ein Vikariat wurde Asperhofen 1899 eine Pfarre.
Die im Kern spätgotische Saalkirche entstand in der zweiten Hälfte des 15. Jahrhunderts. 1683 entstanden bei der Zweiten Wiener Türkenbelagerung schwere Schäden an der Kirche. Im 17. Jahrhundert Anbau der Sakristei südlich am Chor und Anbau einer Kapelle nördlich des Langhauses. 1890 wurde das Langhaus erhöht. 1910 wurde nördlich am Chor an der Stelle einer ehemaligen Grabkapelle ein symmetrischer Anbau wie die südliche Sakristei angebaut. 1948 wurde ein Durchbruch des Haupteinganges an der Westseite des Turmes hergestellt. 1957 wurde die Ummauerung des Friedhofes entfernt. 1973/1974 erfolgte ein Umbau und eine Generalrestaurierung der Kirche, dabei wurden die Räume des Chores, der alten Sakristei und des nordseitigen Zubaus vereinheitlicht und ein Neubau der Sakristei unter einem Pultdach an der Langhaussüdseite errichtet.

## Architektur
Das Kirchenäußere zeigt ein kurzes Langhaus mit glatten Fassaden und Rundbogenfenstern unter einem Satteldach. Der eingezogene Chor zeigt tiefe Strebepfeiler und aufgegiebelte Pulte, im Osten gibt es ein vermauertes Spitzbogenfenster mit einem spätgotisch profilierten Gewände, die seitlichen Fenster sind rundbogig. Die symmetrischen seitlichen Anbauten am Chor sind zweigeschoßig unter Walmdächern. Der quadratische Westturm zeigt eine geritzte Ortsteinquaderung, der untere spätmittelalterliche Bereich hat abgefaste Rechteckfenster, der obere Bereich hat rundbogige Schallfenster, er trägt einen Pyramidenhelm um 1890. Nordseitig am Langhaus befindet sich ein Kapellenanbau unter einem Satteldach, südseitig am Langhaus befindet sich ein niedriger Anbau als Sakristei und westlich davon und auch als Teil der Westfront mit einem Aufgang zur Empore. Auch links vom Turm befindet sich ein Anbau als Teil der Westfront.
Das Kircheninnere zeigt ein tonnengewölbtes Turmerdgeschoß und ein annähernd quadratisches Langhaus unter einer Flachdecke. Die Westempore um 1910 auf gusseisernen Pfeilern zeigt eine Brüstung in neugotischen Formen aus 1992. Der Triumphbogen ist spitzbogig. Der Chor unter einer Flachdecke ist beidseits mit weiten spitzbogigen Öffnungen zu den beiden symmetrischen Anräumen geöffnet.
Die Deckenmalereien Apokalypse und Hll. Dreifaltigkeit schuf die Malerin Maria Sturm 1950.

## Einrichtung
Der Hochaltar als spätbarockes Säulenretabel aus der Mitte des 18. Jahrhunderts zeigt das Altarblatt Martyrium der hl. Agatha, dem Maler Johann Adam Mölk zugeschrieben, der Altar trägt die seitlichen Statuetten der Heiligen Katharina und Barbara, der Altartisch trägt einen barocken Tabernakel flankiert von adorierenden Engelsstatuetten.
Anstatt eines Seitenaltares gibt es eine Kopie einer barocken Statue Maria Immaculata vom Bildhauer Leopold Heinz 1964.
Die Orgel baute Werner Walcker-Mayer 1992. Ein Zinnglöcklein nennt 1750. Eine Glocke nennt Ludwig Korrentsch 1851.